# 短頜指鰧
短頜指鰧（學名：Dactyloscopus poeyi），為輻鰭魚綱䲁形目指鰧科指鰧屬的一個種，分布於中西大西洋巴哈馬、安的列斯群島、貝里斯到委內瑞拉索克雷州海域，深度0至9公尺，本魚身體扁平，向尾部逐漸變細，頭大，上部扁平，前部圓而窄，眼位於頭頂，有明顯的柄，柄約等於眼徑或略長，口上翹，下頜突出，管狀鼻孔，後鼻孔在唇狀前鼻孔基部附近有一個孔，兩唇均有皮瓣，上唇通常有13-17個，鰓蓋有17-20個皮瓣，背鰭起點於頸背，背鰭硬棘12-13枚、背鰭軟條28-29枚、臀鰭硬棘2枚、臀鰭軟條33枚，腹鰭著生於喉下，各具1、3條鰭條，尾鰭基下緣無缺刻，側線連續，在最後一節背棘下方向下彎曲，總共47片鱗片，頭部頂部和兩側有棕色斑點，上體頸背與尾鰭基之間有10-13條褐色橫帶，中腰常有一條深色條紋，口內常有色素沉澱，體長可達6.7公分，棲息在沙底質海床，生活習性不明。